# Preobrazhenskite
La preobrazhenskite è un minerale.